# Francisco Diógenes
Francisco Diógenes de Araújo (Iguatu, 20 de janeiro de 1940 - Brasília, 20 de março de 2006) foi um empresário, economista, administrador e político brasileiro que foi deputado federal pelo Acre.

## Dados biográficos
Filho de José Francisco de Araújo e de Ester Sousa Araújo. empresário atuante tanto no meio rural quanto como proprietário de concessionária de automóveis e representante comercial da Volkswagen Brasil no Acre tornou-se diretor da Confederação Nacional de Agricultura e da Associação Brasileira de Revendedores Autorizados Volkswagen. É formado em Economia na Universidade Federal do Acre em 1976 e em Administração pela Fundação Getulio Vargas em 1980.
Filiado ao PDS foi candidato a senador do Acre por uma sublegenda em 1982 e foi eleito deputado federal em 1986 participando da Assembleia Nacional Constituinte responsável pela Constituição de 1988 sendo reeleito em 1990. Ausente da sessão que decidiu pelo impeachment de Fernando Collor em 29 de setembro de 1992, passou pelo PPR e pelo PMDB pelo qual venceu as eleições de 1994 migrando para o PFL logo após o pleito a convite do governador Orleir Cameli que o nomeou conselheiro do Tribunal de Contas do Acre chegando a presidi-lo.
Sua renúncia ao mandato parlamentar levou à efetivação de Osmir Lima.

## Atividades Parlamentares

### Assembleia Nacional Constituinte[4]
- Titular na Subcomissão da Ciência e Tecnologia e da Comunicação, da Comissão da Família, da Educação, Cultura e Esportes (1987);
- Suplente na Subcomissão da Questão Urbana e Transporte, da Comissão da Ordem Econômica (1987);

### Congresso Nacional[4]
- Titular na Comissão Mista de Planos, Orçamentos Públicos e Fiscalização (1995);
- Titular na Comissão Mista Dívida Externa (1989-1990);
- Suplente na Comissão Mista Especial Conferência das Nações Unidas sobre o Meio Ambiente (1992);
- Titular na Comissão Mista Especial Projeto Calha Norte, Política de Ocupação Racional da Região Amazônica (1995);
- Titular na Comissão Mista Participação dos Trabalhadores nos Lucros ou Resultados da Empresa (1995);

### Câmara dos Deputados[4]

#### Comissões Parlamentares
- Suplente na Comissão da Ciência e Tecnologia, Comunicação e Informática (1989-1992);
- Suplente na Comissão da Defesa do Consumidor, Meio Ambiente e Minorias (1991-1993);
- Suplente na Comissão da Defesa Nacional (1990);
- Suplente na Comissão da Economia, Indústria e Comércio (1990, 1992 e 1995);
- Titular na Comissão das Finanças e Tributação (1991-1992);
- Suplente (1989-1990) e Titular (1994 e 1995) na Comissão de Minas e Energia (1989-1990);
- Titular na Comissão de Relações Exteriores (1989-1990 e 1993);
- Titular na Comissão da Viação e Transportes, Desenvolvimento Urbano e Interior (1992);

#### Comissões Especiais[4]
- Titular na Comissão Especial - PEC nº 4/95, Concessão e Distribuição do Gás Canalizado (1995);
- Primeiro Vice-Presidente (1995) e Titular (1995) na Comissão Especial - PEC nº 17/95, Fixa o Número de Deputados por Estado;
- Suplente na Comissão Especial - PEC nº 25/95, Modifica Caput Art. 5º da Constituição Federal, Inviolabilidade do Direito a Vida (1995);
- Suplente na Comissão Especial - PEC nº 48/91, Sistema Tributário Nacional (1992);
- Suplente na Comissão Especial - PEC nº 55/91, Ajuste Fiscal: Suplente (1992);
- Suplente na Comissão Especial - PEC nº 175/95, Altera o Capítulo do Sistema Tributário Nacional (1995);
- Titular na Comissão Especial - PEC nº 188/94, Anistia dos Militares (1995);
- Suplente na Comissão Especial - PL nº 824/91, Propriedade Industrial (1992);
- Titular na Comissão Especial de Política Agrícola (1990);
- Suplente na Comissão Especial de Projetos de Lei Legislação Tributária (1992);